# Richard Scott (Soziologe)

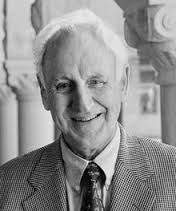
Richard Scott

William Richard („Dick“) Scott (* 18. Dezember 1932) ist ein US-amerikanischer Soziologe. Er ist emeritierter Professor an der Stanford University und beschäftigte sich vor allem mit der Organisationssoziologie. Er gilt als Wegbereiter des soziologischen Neoinstitutionalismus.

## Leben
Scott studierte an der University of Kansas, wo er seinen M.A. erhielt. Seine Dissertation legte er an der University of Chicago vor.
Scott war sein ganzes wissenschaftliches Leben, bis zu seiner Emeritierung, am Department of Sociology an der Stanford University tätig. Neben dieser Tätigkeit lehrte er auch an der Graduate School of Business, der School of Education und der School of Medicine in Stanford. Scott leitete das Institut von 1972 bis 1989. Er war Mitbegründer des Stanford Center for Organizations Research, das er von seiner Gründung 1988 bis 1996 leitete. Scotts wissenschaftliches Œuvre umfasst ein dutzend Monografien, ebenso viele Bücher veröffentlichte er als Co-Autor. Daneben schrieb Scott weit mehr als 100 Artikel in Fachzeitschriften, Periodika und Sammelwerken. Scott gab zahlreiche Fachzeitschriften heraus, darunter die Annual Review of Sociology von 1986 bis 1991.
Scott arbeitete u. a. mit John W. Meyer und Peter M. Blau zusammen. Er wirkte ebenfalls als politischer Berater in unterschiedlichen Gremien mit.
Im März 2000 wurde ihm die Ehrendoktorwürde der Copenhagen Business School verliehen, 2001 die Ehrendoktorwürde der Schwedischen Handelshochschule.

## Werke in deutscher Sprache
Empirisch beschäftigte sich Scott vor allem mit Organisationen im Bereich von Bildung und Gesundheit. Theoretisch beschäftigte er sich vor allem mit Institutionen. Scotts Werke gelten als Klassiker, sind jedoch, bis auf eine Ausnahme, nicht ins Deutsche übersetzt.
- Grundlagen der Organisationstheorie, Frankfurt/Main: Campus-Verlag, 1986.